# Вітленд (Пенсільванія)
Вітленд (англ. Wheatland) — місто (англ. borough) в США, в окрузі Мерсер штату Пенсільванія. Населення — 585 осіб (2020).

## Географія
Вітленд розташований за координатами 41°11′49″ пн. ш. 80°29′45″ зх. д. / 41.19694° пн. ш. 80.49583° зх. д. (41.197022, -80.495799).  За даними Бюро перепису населення США в 2010 році місто мало площу 2,24 км², уся площа — суходіл.

## Демографія
Згідно з переписом 2010 року, у селищі мешкали 632 особи в 314 домогосподарствах у складі 162 родин. Густота населення становила 282 особи/км².  Було 365 помешкань (163/км²).
Расовий склад населення:
| - 76,9 % — білих - 17,7 % — чорних або афроамериканців - 0,3 % — азіатів - 0,2 % — корінних американців - 1,9 % — осіб інших рас |

До двох чи більше рас належало 3,0 %. Частка іспаномовних становила 2,5 % від усіх жителів.
За віковим діапазоном населення розподілялося таким чином: 18,0 % — особи молодші 18 років, 56,1 % — особи у віці 18—64 років, 25,9 % — особи у віці 65 років та старші. Медіана віку мешканця становила 48,1 року. На 100 осіб жіночої статі у селищі припадало 84,8 чоловіків;  на 100 жінок у віці від 18 років та старших — 80,5 чоловіків також старших 18 років.
Середній дохід на одне домашнє господарство  становив 37 435 доларів США (медіана — 26 087), а середній дохід на одну сім'ю — 44 660 доларів (медіана — 37 917). Медіана доходів становила 39 375 доларів для чоловіків та 26 118 доларів для жінок. За межею бідності перебувало 24,5 % осіб, у тому числі 51,5 % дітей у віці до 18 років та 11,7 % осіб у віці 65 років та старших.
Цивільне працевлаштоване населення становило 369 осіб. Основні галузі зайнятості: освіта, охорона здоров'я та соціальна допомога — 27,6 %, виробництво — 17,3 %, мистецтво, розваги та відпочинок — 11,4 %, науковці, спеціалісти, менеджери — 10,8 %.